# マウリシオ・カーゲル
マウリシオ・ラウル・カーゲル（Mauricio Raúl Kagel (スペイン語: [mauˈɾisjo raˈul ˈkaɣel])、1931年12月24日 - 2008年9月18日）は、アルゼンチンのユダヤ系の作曲家。20代でドイツに渡り、生涯をそこで過ごした。名前はドイツ語式に「マウリツィオ」と呼ばれることもある。

## 人物・来歴
1931年に、アルゼンチンのブエノスアイレスで生まれた。両親は1920年代にソヴィエト連邦からアルゼンチンに亡命した。ピアノ、オルガン、チェロ、歌唱、指揮、音楽理論について個人レッスンを受けたものの、作曲については独学で学んだ。
ブエノスアイレス大学で文学・哲学を学んだ後、前衛音楽グループと交流し、また映画批評の仕事を行った。
1955年にいったんはテアトロ・コロンの合唱監督兼リハーサル伴奏者の職についたが、1957年に西ドイツにわたり、ケルンに定住した。ケルン放送の電子音楽スタジオで制作するなど、前衛音楽を推進。音楽と劇、映画を総合した芸術を提唱、独自の「総合芸術」として自ら企画して出演した。
カーゲルは学生時代にボルヘスに文学を学んでおり、その音楽の考え方にはボルヘスの影響が強いという。
カーゲルはラインラント室内管弦楽団を指揮して現代音楽を演奏し、ダルムシュタット夏季現代音楽講習会の講師をつとめた。1969年にはケルンのライン音楽学校 (de:Rheinische Musikschule) の新音楽研究所の所長をつとめ、シュトックハウゼンの後継者としてケルンの新音楽コース(die Kölner Kurse für neue Musik)を担当した。1974年にはケルン音楽院の新音楽・演劇の教授に任命された。2000年エルンスト・フォン・ジーメンス音楽賞受賞。
2008年に、ドイツのケルンで死去。76歳没。死因など、詳細は明らかにされていない。

## 作風
カーゲルの音楽は、パフォーマンス的な性格が強く、社会的な批判や皮肉を備えたハプニング的要素が特徴となっている。主要作品として、全編がベートーヴェンの作品からの引用で構成される「ルートヴィヒ・ヴァン」（1969）、ヨーロッパ風の音楽教育を受けた演奏家が民族楽器を演奏する「エクゾティカ」（1970/71）、ストーリー性を排除した舞台作品「国立劇場」（1970）などがある。
カーゲルの「フィナーレ」の楽譜の中には、「指揮者が倒れる」という指示が出されており、曲は25分程度であるが、20分ほどのところに指揮者が仰向けに譜面台もろとも倒れるように指示がある。その後の指揮はコンサートマスターが代わりにするように記載されている。
他には、「ティンパニとオーケストラのための協奏曲」の終結部において、ティンパニの中に奏者が飛び込むといった指示もある。これは、ある1台のティンパニの鼓面（ヘッド）を外して替わりに紙を張り、そのティンパニは置くだけで曲中は演奏に使用せず、曲の最後に奏者が飛び込む（打面替わりに張った紙を破って上半身をケトルに突っ込む）、というものであり、その際の音量の指示は「fffff」となっている。「打楽器以外の楽器と組み合わせるもの」も併せて参照されたい。
初期はオルガンの音栓を片っ端から開け閉めする「追加されたインプロヴィゼーション」など過激な作風であったが、年齢を重ねるにつれ、その指向は「自分史」「宗教」「テロ」と社会へのアピールが強くなり、必ずしも過激な音色ではなくなっていた。

## 教育
ケルン音楽大学で教え、マリア・デ・アルヴェア、マルク・モネが輩出した。どちらもドイツ語圏で定評があり、モネはクラーニヒシュタイナー音楽賞を手にしている。

## 作品

### 管弦楽
- 1959-61 42人の奏者のための《ヘテロフォニー》 (Heterophonie)
- 1972 フーガ無しの変奏曲 (Variationen ohne Fuge) - ブラームス『ヘンデルの主題による変奏曲とフーガ』の素材を変形させた作品。
- 1979 勝ち損なうための10の行進曲 (10 Märsche, um den Sieg zu verfehlen)
- 1988-89 室内オーケストラのための《固定楽想（ロンド）》 (Les idées fixes (Rondo))
- 1990-92 ティンパニとオーケストラのための協奏曲 (Konzertstück für Pauken und Orchester) - 当該曲中に「ティンパニの中に奏者が飛び込む」といった指示があることで知られる。上述の「作風」欄の記述を参照。
- 1988-94 羅針盤の指針面の音楽 (Die Stücke der Windrose) - 8つの方角を題名として世界各地の文化を参照する晩年の管弦楽曲集。

### 室内楽・器楽
- 1958-59 ピアノ・打楽器・2つのテープのための《トランシシオン II》 (Transición II)
- 1960 ソナント (Sonant)
- 1961-62 オルガンと2人の助手のための《アンプロヴィザシヨン・アジュテ》 (Improvisation ajoutée)
- 1964 3人の奏者（2人のチェリストと1人の打楽器奏者）のための競争〔試合〕 (Match für 3 Spieler)
- 1965-66 ルネッサンス時代の楽器による音楽 (Musik für Renaissance-Instrumente)
- 1967 オブリガートを伴うオルガンのための《ファンタジー》 (Phantasie) - オブリガートはオルガン奏者によって録音されたテープ。
- 1970 非ヨーロッパ楽器群のための《エクゾティカ》 (Exotica)
- 1970 アテム (Atem) - 退職したひとりの管楽器奏者が楽器の手入れをしたり吹いたりする演劇的作品。
- 1968-72 コンクールのための小品 (Morceau de concours)
- 1972 プログラム - 室内楽組曲
  - チェロとピアノのための《爪の内部発生》 (Unguis incarnatus est) - ピアニストがリスト『暗い雲』を引用しながらペダルを激しく踏み鳴らす。題名は陥入爪のラテン語名とクレドの文句の駄洒落。後、6チェロとピアノ版に編曲。
- 1981 フィナーレ (Finale) - 当該曲中に「指揮者が倒れる」といった指示があることで知られる。上述の「作風」欄の記述を参照。
- 1986-87 弦楽四重奏曲第3番 (Streichquartett Nr. 3)

### 舞台作品
- 1967/70 国立劇場 (Staatstheater) - オペラを解体した、カーゲルの代表作。
- 1978 天地解体 (Die Erschöpfung der Welt)

### 声楽
- 1957-58 4人のソロ、スピーキングコーラス、室内アンサンブルのための《アナグラマ》 (Anagrama)
- 1960 シュル・セーン (Sur scène)
- 1962-64 2人の映写技師と合唱、オーケストラのための《ディアフォニー I 》(Diaphonie I)
- 1967-68 16人の声のための《ハレルヤ》 (Hallelujah)
- 1980-81 真夜中の作品 (Mitternachtsstük) - シューマンの日記断片にもとづく
- 1982 イーゴリ・ストラヴィンスキー公 (Fürst Igor – Strawinsky)
- 1985 聖バッハ受難曲 (Sankt-Bach-Passion)

### 放送用作品
- 1982 Rrrrrrrrrrrr：ルルルルルル……… - Rではじまる題のついた41の曲集

### 映画
- 1969 ルートヴィヒ・ヴァン (Ludwig van) - 音楽の他、脚本、監督もつとめた。
- 1976 MM 51 - メトロノームとピアノ演奏による映画『吸血鬼ノスフェラトゥ』の伴奏